# Augusto Jorge Hughes
Augusto Jorge Hughes (Rosario, 23 de agosto de 1931 - Buenos Aires, 17 de enero de 1993) fue un militar argentino perteneciente a la Fuerza Aérea Argentina.
Fue miembro de la cuarta Junta Militar del Proceso de Reorganización Nacional junto al teniente general Cristino Nicolaides y el almirante Rubén Oscar Franco. Esta junta asumió el poder después de la guerra de las Malvinas y lo entregó al gobierno democrático presidido por Raúl Alfonsín el 10 de diciembre de 1983, finalizando así la dictadura que gobernó Argentina entre 1976 y 1983. Esta cuarta Junta Militar había designado como presidente al general de división Reynaldo Bignone.

## Biografía

### Primeros años
Finalizados sus estudios de educación secundaria, Augusto Hughes ingresó como cadete de la Escuela de Aviación Militar el 26 de febrero de 1948. El 10 de diciembre de 1951 egresó como alférez del escalafón aire, con orden de mérito 21 sobre un total de 99 cadetes egresados de la promoción 17° de la mencionada institución aeronáutica militar.
Entre sus compañeros de promoción se destaca el alférez Teodoro Waldner quien con posterioridad fue su sucesor en el cargo de Titulares de la Fuerza Aérea Argentina y que luego sirvió como Jefe del Estado Mayor Conjunto de las Fuerzas Armadas. También fue compañero de promoción de Sigfrido Martín Plessl, el mejor promedio de su promoción y quien culminó su carrera como Jefe de Personal de la Fuerza Aérea, además de tener un rol preponderante en la planificación y ejecución de la toma de las Islas Malvinas.
El biografiado, además de ser aviador militar, también se desempeñó como jugador de rugby, destacándose su paso por el club Los Tordos de la Provincia de Mendoza.
Siendo Hughes un alférez, se especializó como piloto de aviones cazabombarderos. Su primer destino fue la IV Brigada Aérea, localizada en El Plumerillo, provincia de Mendoza.
En 1955, recibió la orden de bombardear la Casa Rosada con una escuadrilla de Gloster Meteor durante el alzamiento militar del 16 de junio contra el Gobierno de Juan Domingo Perón. Augusto Hughes procedió a solicitar la orden por escrito, la cual le fue denegada, y en consecuencia se lo arrestó y fue enviado al calabozo sin realizar la operación.
En diciembre de 1955, ascendió a teniente y pasó a servir en la VII Brigada Aérea. Cinco años más tarde, Augusto Hughes fue enviado a los Estados Unidos para especializarse en el sistema de armas F-86F Sabre. A su regreso, volvió a ser destinado a la IV Brigada Aérea. En 1966, nuevamente sería enviado a los Estados Unidos, esta vez para realizar un curso de sistema de armas de los Douglas A-4 Skyhawk, que serían introducidos en la Fuerza Aérea Argentina.

### Oficial superior
Luego de obtener su ascenso a la jerarquía de comodoro en 1973, Augusto Jorge Hughes fue nombrado jefe de Escuadrón del Grupo 4 de Caza-Bombardero. Posteriormente sirvió en la V Brigada Aérea como jefe de Operaciones.
En 1975, siendo ya brigadier, Hughes es designado como agregado aeronáutico en la Embajada de la Argentina en Brasil.
Accedió al grado de brigadier el 31 de diciembre de 1978.
El 27 de enero de 1979, siendo brigadier, fue puesto al frente de la jefatura de la IV Brigada Aérea. Posteriormente se desempeñó como Jefe de Operaciones de la Fuerza Aérea.

### Guerra de las Malvinas
A principios de 1982, siendo brigadier mayor, Augusto Jorge Hughes se encontraba al frente de la Jefatura del Comando Aéreo de Defensa, y se le pidió su opinión respecto a la recuperación argentina de las Islas Malvinas por medio de la fuerza y la eventual guerra contra el Reino Unido. El brigadier mayor Augusto Hughes desalentó dicha iniciativa. Sin embargo, el 2 de abril de 1982, las FF. AA. realizaron la Operación Rosario, hecho que daría lugar a la guerra de las Malvinas.
Una vez comenzado el conflicto bélico, Hughes es destinado a la Jefatura del Comando Aéreo Estratégico, donde estaba a cargo de la planificación y dirección de las operaciones de la defensa aérea argentina en el disputado archipiélago austral.

### Comandante en Jefe de la Fuerza Aérea Argentina
Obtuvo la promoción a brigadier general y asumió como comandante en jefe de la Fuerza Aérea el día martes 17 de agosto de 1982, cuando el brigadier general Basilio Arturo Ignacio Lami Dozo decidió pasar a retiro y nombrar a Hughes como titular de la aviación militar argentina.

#### Perfil de Hughes según la CIA
Según un informe desclasificado de la Agencia Central de Inteligencia estadounidense, Hughes se mostró abiertamente antinorteamericano durante el conflicto bélico. Aun así, Hughes luego matizó su posicionamiento al ser consciente de que el régimen militar que gobernaba Argentina necesitaba cooperar con el gobierno de los Estados Unidos para adquirir aviones y material bélico estadounidenses con financiamiento internacional. En su perfil, la CIA advierte que Augusto Hughes se mostraba proclive al desarrollo de la tecnología nuclear con fines militares.
La designación del brigadier Augusto Hughes para comandar a la aeronáutica fue percibida como una necesidad de la Fuerza Aérea de designar a un titular que tuviera un perfil profesionalista y carente de pretensiones políticas tras el conflicto armado en el atlántico sur y la reinante crisis institucional y económica. Sin embargo fue descrito en ese documento de inteligencia como un hombre crítico de la conducción del Ejército (en aquél entonces a cargo de Cristino Nicolaides) por desperdiciar tiempo en conflictos internos fruto de la derrota militar en Malvinas en lugar de priorizar sus esfuerzos en atender a la crisis económica que azotaba al país en 1982. 
Se agrega también que Hughes tenía una íntima amistad con el General de División Juan Carlos Trimarco y que tenía un conocimiento intermedio del idioma inglés.

### Retiro
El lunes 5 de diciembre, cinco días antes de la asunción de Raúl Alfonsín a la Presidencia de la Nación Argentina, Augusto Jorge Hughes fue desplazado de la comandancia de la aviación militar y en su lugar fue nombrado el brigadier mayor Teodoro Waldner, siendo este último ascendido a brigadier general.
Augusto Hughes pasó a situación de retiro efectivo el mismo día que se reestableció el orden democrático en Argentina, el 10 de diciembre de 1983.

## Participación en procesos judiciales

#### Juicio a las Juntas
Los integrantes de la última Junta Militar no fueron enjuiciados en 1985 en el Juicio a las Juntas, excluidos por el presidente Raúl Alfonsín en el decreto que ordenó los juicios. Sin embargo, Hughes participó de los juicios en carácter de testigo y afirmó que «existían listas, sobre las bajas que se producían en la lucha contra la subversión, en el Ministerio del Interior».

## Fallecimiento
El Brigadier General (RE) Augusto Jorge Hughes falleció a los 61 años en la ciudad de Buenos Aires el 17 de enero de 1993.
El biografiado estaba casado y tenía cinco hijos.